# Beason
Beason es un lugar designado por el censo ubicado en el condado de Logan en el estado estadounidense de Illinois. En el Censo de 2010 tenía una población de 189 habitantes y una densidad poblacional de 116,76 personas por km².

## Geografía
Beason se encuentra ubicado en las coordenadas 40°8′32″N 89°11′42″O / 40.14222, -89.19500. Según la Oficina del Censo de los Estados Unidos, Beason tiene una superficie total de 1.62 km², de la cual 1.62 km² corresponden a tierra firme y (0%) 0 km² es agua.

## Demografía
Según el censo de 2010, había 189 personas residiendo en Beason. La densidad de población era de 116,76 hab./km². De los 189 habitantes, Beason estaba compuesto por el 98.41% blancos, el 0% eran afroamericanos, el 0% eran amerindios, el 0% eran asiáticos, el 0% eran isleños del Pacífico, el 1.06% eran de otras razas y el 0.53% pertenecían a dos o más razas. Del total de la población el 1.06% eran hispanos o latinos de cualquier raza.